# Fritz Stolz (Politiker)

Fritz Stolz

Fritz Stolz (* 2. September 1889 in Kiauken, Kreis Gerdauen (Ostpreußen); † 16. August 1956 in Bordesholm bei Neumünster) war ein deutscher Politiker (NSDAP).

## Leben
Nach dem Besuch der Volksschule und der Präparandenanstalt erlernte Fritz Stolz den Beruf des Landwirts. Von 1913 bis 1934 lebte er, unterbrochen von der Teilnahme am Ersten Weltkrieg, als selbständiger Landwirt in Ostpreußen.
Ende der 1920er Jahre trat Stolz in die NSDAP ein, in der er Aufgaben als Bereichsleiter übernahm, bevor er 1934 hauptamtlicher Kreisleiter wurde. Von Mai 1935 bis Januar 1937 führte er die Geschäfte des Landrates als Kreisdeputierter. Im Mai 1937 wurde er zum Kreisbauernführer ernannt und im Mai 1938 wurde er Mitglied des Landesbauernrats der Landesbauernschaft Ostpreußen. Von 1929 bis 1939 war ferner Mitglied des Kreistags und des Kreisausschusses.
Am 7. Juli 1940 trat Stolz als Abgeordneter in den nationalsozialistischen Reichstag ein, dem er bis zum Ende der NS-Herrschaft im Frühjahr 1945 als Vertreter von Ostpreußen angehörte.
Nach Räumung des Kreise Gerdauen am 27. Januar 1945 beteiligte Stolz sich in Heiligenbeil und im Samland an der Evakuierung der Bevölkerung. Er floh schließlich nach Schleswig-Holstein.
Vom 14. Mai 1945 bis 29. Januar 1947 war Stolz im Lager Eselheide interniert. Nach mehreren Schlaganfällen war er offenbar arbeitsunfähig und ab 1947 erwerbslos. Am 4. Oktober 1948 wurde Stolz vom Entnazifizierungsausschuss in Rendsburg in die Entnazifizierungs-Kategorie III (Belasteter) Eingestuft. Ausschlaggebend war dabei seine Tätigkeit als Kreisleiter der NSDAP. 1949 beantragte er die Umstufung in Kategorie IV. Es ist unklar, ob es dazu kam.
Am 11. April 1950 wurde Stolz von der I. Spruchkammer des Spruchgerichts Bielefeld wegen Zugehörigkeit zum Führerkorps der NSDAP gemäß Verordnung Nr. 69 der britischen Militärregierung in Verbindung mit dem Gesetz Nr. 10 des Kontrollrats und dem Urteil des Internationalen Militärtribunals in Nürnberg zu einer Gefängnisstrafe von achtzehn Monaten verurteilt, die durch die Internierung als verbüßt galt. In den 1950er Jahren war Stolz Abgeordneter im Kreis Rendsburg.
Stolz war verheiratet mit Emma Preikschat und hatte diverse Kinder.